# Labo
För andra betydelser, se Labo (olika betydelser).
Labo (Bayan ng Labo) är en kommun i Filippinerna. Kommunen ligger på ön Luzon, och tillhör provinsen Camarines Norte. Folkmängden uppgår till 101 082 invånare (2015).

## Barangayer
Labo är indelat i 52 barangayer.
| - Anameam - Awitan - Baay - Bagacay - Bagong Silang I - Bagong Silang II - Bakiad - Bautista - Bayabas - Bayan-bayan - Benit - Anahaw (Pob.) - Gumamela (Pob.) - San Francisco (Pob.) - Kalamunding (Pob.) - Bulhao - Cabatuhan - Cabusay | - Calabasa - Canapawan - Daguit - Dalas - Dumagmang - Exciban - Fundado - Guinacutan - Guisican - Iberica - Lugui - Mabilo I - Mabilo II - Macogon - Mahawan-hawan - Malangcao-Basud - Malasugui | - Malatap - Malaya - Malibago - Maot - Masalong - Matanlang - Napaod - Pag-Asa - Pangpang - Pinya (Pob.) - San Antonio - Santa Cruz - Bagong Silang III (Silang) - Submakin - Talobatib - Tigbinan - Tulay Na Lupa |